# John Hartson
John Hartson (ur. 5 kwietnia 1975 w Swansea) – walijski piłkarz występujący na pozycji napastnika.

## Życiorys
Hartson wychował się w Trallwn, nieopodal Swansea. Jego ojciec, Cyril Hartson, występował w drużynie Llanelli F.C. w latach 70. John posługuje się dwoma językami, walijskim i angielskim. Swoją karierę rozpoczynał w 1992 w Luton Town, później był zawodnikiem klubów angielskich, także Premiership: Arsenalu, West Hamu United, Wimbledonu i Coventry City, przed transferem za 6 mln funtów do Celticu w 2001 roku, już jako jeden z najbardziej cenionych i skutecznych napastników na Wyspach Brytyjskich.
W zespole Celticu Hartson trzy razy zdobył mistrzostwo Szkocji, dwa razy Puchar Szkocji, wystąpił również w finale Pucharu UEFA w 2003 roku, przegranym z FC Porto 2:3. W marcu 2004 roku wycofał się z futbolu z powodu operacji pleców, jednak powrócił, aby wystartować wraz z reprezentacją Walii w eliminacjach do Mistrzostw Świata 2006, które okazały się nieudane. Po nich Hartson zakończył reprezentacyjną karierę z liczbą 50 meczów w kadrze. W 2005 roku został uznany przez PFA graczem roku w Szkocji, zaś w 2006 zdobył dla Celticu jedyną bramkę w meczu z Heart of Midlothian, który zadecydował o tytule mistrzowskim. Mecz ten odbył się w dniu urodzin Hartsona. Latem 2006 roku przeszedł do West Bromwich Albion. WBA rozwiązało z nim kontrakt na początku lutego 2008 roku, przez co John zakończył definitywnie swą karierę w wieku niespełna 33 lat.
W lipcu 2009 wykryto u niego raka jąder z przerzutami do mózgu i płuc. Po operacji, którą przeszedł kilka dni po zdiagnozowaniu choroby, jego stan określany był jako krytyczny. W grudniu 2009 media podały do publicznej wiadomości, że John wraca do zdrowia i jest w stanie walczyć z chorobą.